# Torgud
I Torgud (mongolo: Торгууд) o Torgut sono una delle quattro maggiori tribù degli oirati. Assieme alle altre tre tribù: ôôld (o čoros), dôrvôd e hošuud, formavano "i quattro alleati" (Дөрвөн Ойрд, Dôrvôn Ojrd). La loro dinastia dominante risale alle guardie del corpo (kèšik, кэшик) di Tooril khan (~1130-1203, conosciuto anche come Ong khan e Wang khan) capo delle tribù dei kėrėjd. I torgud potrebbero essere stati i kèšik dei Khagan prima di Hubilaj haan. Ad esempio, il famoso braccio destro di Gengis Khan, Subotai, era un kèšik torgud.

## Storia
Il clan torgud appare all'inizio come una tribù ojrad a metà del XVI secolo. Dopo la caduta dell'alleanza dei quattro oirati, un gruppo di torgud, sotto Kho Orljuk (Хо Орлюк), si stacca dagli altri oirati e si muove verso il Volga, a ovest, nel 1630, costituendo il nucleo dei calmucchi. Alcuni nobili torgud seguirono Tôrbajh Gùùš khan (Төрбайх Гүүш хаан) fino nella zona del lago Kukunor (Koke nuur) unendosi agli hošuud e diventando parte del "Khanato Hošuud del Cajdam e Koke nuur" (detti anche "mongoli superiori", Дээд Монгол).
Nel 1698, 500 torgud andarono in pellegrinaggio nel Tibet ma non furono in grado di tornare indietro, perciò furono sistemati a Ejen dall'imperatore Kangxi della dinastia Qing. Nel 1699, 15.000 famiglie torgud ritornarono dal Volga alla Zungaria dove si unirono agli hojd. Dopo la caduta degli zungari (1755), uno dei loro prìncipi, Taiji Shyiren, fuggì verso la regione del Volga con 10.000 famiglie nel 1758.
A causa delle dure pressioni del governatore russo, la maggioranza dei torgud migrò nuovamente verso la Zungaria e la Mongolia occidentale, partendo in massa il 5 gennaio 1771. Mentre gli appartenenti alla prima fase della migrazione divennero i "vecchi torgud", i Qing chiamarono gli immigrati successivi "nuovi torgud". Secondo una stima erano dai 150.000 ai 400.000 individui, con circa 6 milioni di capi di bestiame (bovini, pecore, cavalli, cammelli e cani). Colpiti da scorrerie, dalla fame e dalla sete, solo circa 85.000 sopravvissero e raggiunsero la Zungaria, dove si insediarono vicino al fiume Hei con il permesso dell'imperatore manciù. Comunque un gruppo di circa 70.000 torgud restò indietro, in Russia, poiché (secondo una leggenda) il Volga non era ghiacciato e non poterono attraversarlo per raggiungere i loro compagni. Tale gruppo era conosciuto come i kalmyki (che significa "quelli rimasti"), benché il termine sia forse precedente agli eventi; i musulmani, ad esempio, chiamavano gli oirati "qalmyc" in precedenza. In ogni caso il loro numero nel 1930 sarebbe raddoppiato.
Gli arcieri torgud-kalmyk sotto il comando del famoso generale Michail Kutuzov si scontrarono con l'armata francese di Napoleone nel 1812. Nel 1906, i mancesi collocarono i "nuovi torgud" della Mongolia occidentale nell'area dei monti Altaj. Un principe dei nuovi torgud si oppose all'indipendenza mongola e fuggì nello Xinjiang nel 1911-12, gli altri furono reincorporati nell'antica regione di Hovd.

## Popolazione
I discendenti dei torgud ammontano a più di 150.000 nello Xinjiang, in Cina e a più di 10.000 nella provincia di Hovd, in Mongolia. Ci sono circa 170.000 kalmyki in Russia.